# Metridiochoerus
Il metridiochero (gen. Metridiochoerus) è un suide estinto, vissuto in Africa tra il Pliocene e il Pleistocene (3-1,5 milioni di anni fa).
Di forma simile a quella di un facocero, questo suide era di dimensioni imponenti: lungo circa un metro e mezzo, possedeva un corpo massiccio sorretto da potenti arti. Il cranio era solido e dotato di due paia di zanne che sporgevano ai lati ed erano ricurve verso l'alto. Basandosi sulla complessa struttura dei molari, i paleontologi ritengono che il metridiochero fosse un onnivoro. Tra le specie più note, da ricordare Metridiochoerus compactus.

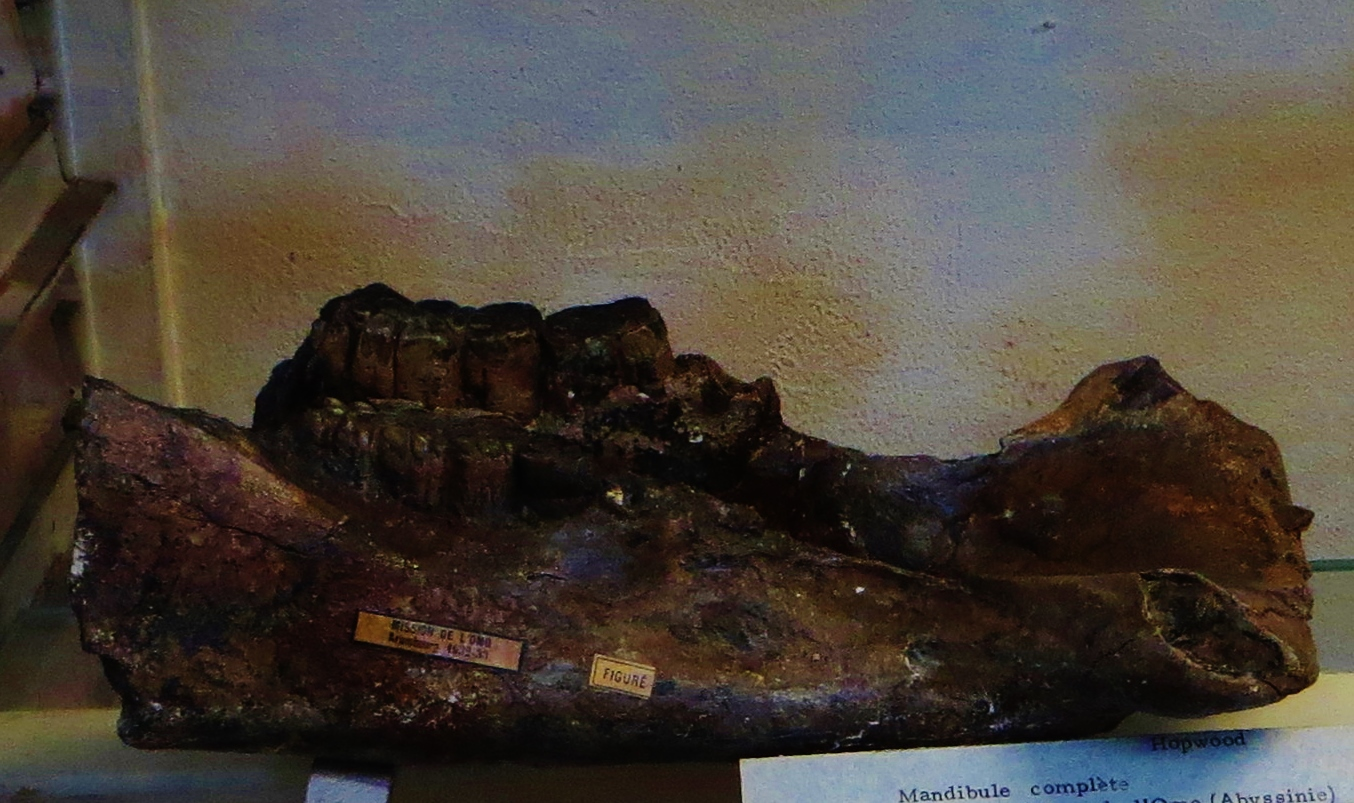
Mandibola di Metridiochoerus andrewsi